# Kim Island
Kim Island är en ö i Australien. Den ligger i delstaten Western Australia, omkring 2 300 kilometer nordost om delstatshuvudstaden Perth. Arean är 0,52 kvadratkilometer. Den sträcker sig 0,8 kilometer i nord-sydlig riktning, och 1,1 kilometer i öst-västlig riktning.
Savannklimat råder i trakten. Genomsnittlig årsnederbörd är 1 206 millimeter. Den regnigaste månaden är januari, med i genomsnitt 392 mm nederbörd, och den torraste är juni, med 2 mm nederbörd.